# Dorothy Koomson

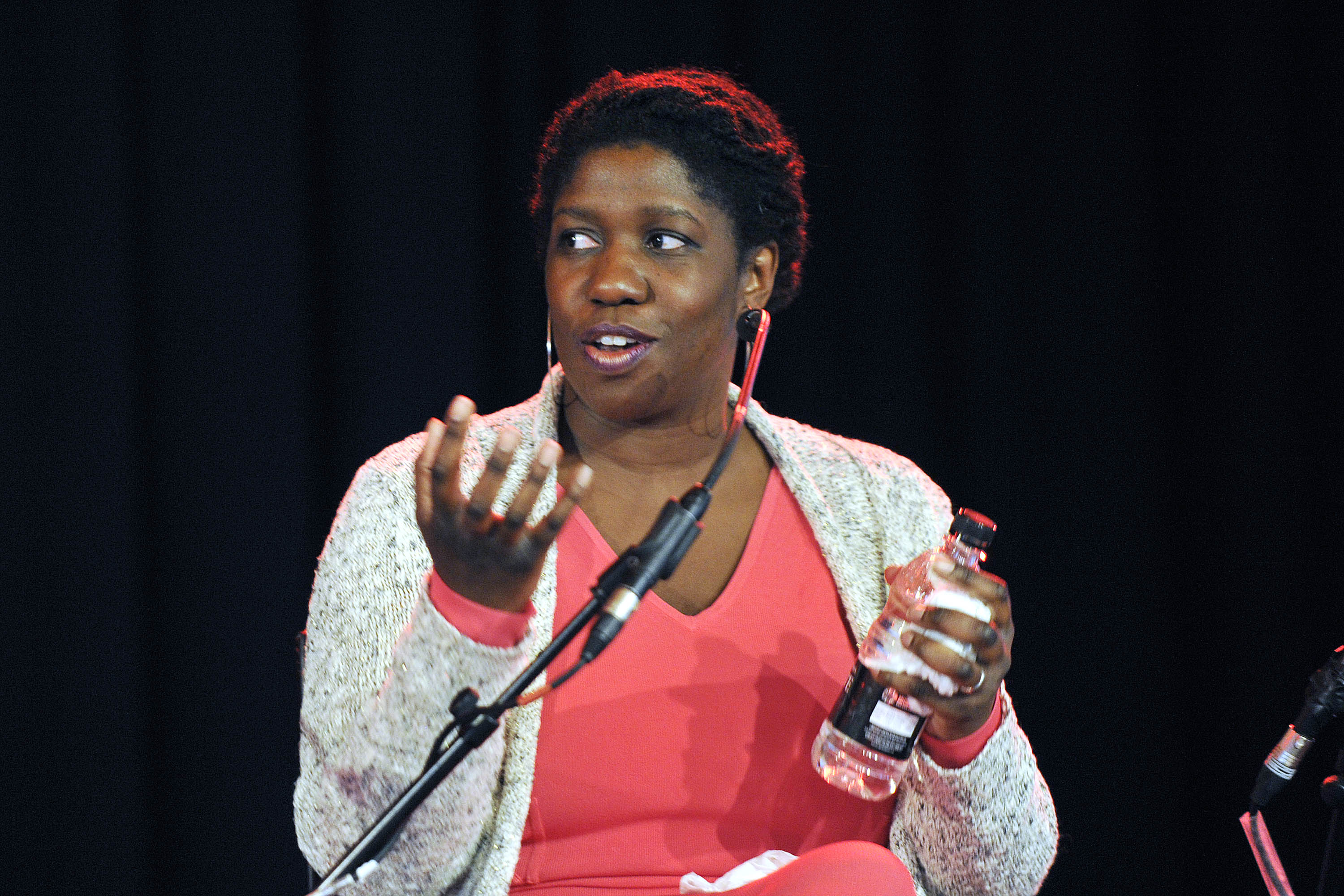
Dorothy Koomson

Dorothy Koomson (* 1971 in London, England) ist eine britische Autorin.

## Leben
Die in London aufgewachsene Koomson studierte an der University of Leeds Psychologie und Journalismus. Beide Studienfächer beendete sie erfolgreich. Danach lebte die afrobritische Schriftstellerin zwei Jahre in Sydney, wo sich entschloss als freie Schriftstellerin zu arbeiten und wohnt momentan in Brighton. Sie schrieb für eine Reihe von Zeitschriften und Magazinen, abgesehen von den inzwischen sieben Romanen, die sie bisher veröffentlicht hat.
Mit 13 Jahren schrieb sie schon ihren ersten Roman There's A Thin Line Between Love And Hate, der allerdings nie veröffentlicht wurde. 2003 gab sie mit The Cupid Effect ihr Roman-Debüt. Ihr dritter Roman, My Best Friend's Girl (2006) stand auf der Shortlist von Richard and Judy's Summer Reads und war in der Folge ein großer Verkaufserfolg, als sich das Werk mit bereits 90.000 Exemplaren in den ersten beiden Wochen verkaufte.
Als ihren Lieblingsautor bezeichnet sie selbst den Science-Fiction-Autor J. G. Ballard, wie sie überhaupt die Art des Schreibens von weiteren Autoren dieses Genre, insbesondere Douglas Adams und Terry Pratchett, als stilbildend für sich selbst bezeichnet. Von den modernen Schriftstellern ihres eigenen Gebiets bevorzuge sie Jane Green, Marian Keyes, Sarah Ball, Madelaine Wickham und manches von Andrea Semple. Darüber hinaus als großes Vorbild Jane Austen und bei den männlichen Autoren stehen Mark Barrowcliffe und Nick Hornby bei ihr im Vordergrund. Oprah Winfrey habe sie inspiriert, die letztlich ungeliebte Arbeit als Journalistin in Australien aufzugeben und als freie Schriftstellerin zu arbeiten.
Ihre Werke, die sie meist auf dem Laptop im Bett oder auf dem Sofa schreibt, bezeichnet sie selbst als „emotional thriller“, sprich emotionale Thriller.

## Werk
- The Cupid Effect (2003)
- The Chocolate Run (2004)
- My Best Friend's Girl. 2006, deutsch Von nun an für immer. Ullstein, Berlin 2006, ISBN 978-3-548-28055-4
- Marshmallows For Breakfast. 2007, deutsch Morgen fängt der Himmel an. Diana, München 2011, ISBN 978-3-453-35567-5
- Goodnight Beautiful (2008)
- The Ice Cream Girls (2010)
- The Woman He Loved Before (2011)[6][7]
- The Flavours of Love (2013)